# Brilliance BS2
La Brilliance BS2, chiamata anche Brilliance FRV, è un'autovettura prodotta dalla casa automobilistica cinese Brilliance dal 2008 al 2013.

## Descrizione
È stata presentata sotto forma di prototipo al Salone di Francoforte nel 2007, poi al Salone di Pechino nel 2008 ed infine in forma definitiva è stata presentata in anteprima europea al Salone di Ginevra 2009. Prima del lancio, era chiamata Brilliance A1.
È stata progettata dalla Italdesign di Giugiaro e sviluppata in Cina.
Il BS2 ha ricevuto un restyling nel 2010 con modifiche al paraurti anteriore e alla griglia anteriore.
La BS2 era originariamente alimentata da un motore a benzina Mitsubishi da 1.6 litri a quattro cilindri in linea con 16 valvole, che produceva 75 kW (102 CV) di potenza. Questo motore è stato successivamente sostituito con un motore della stessa cilindrata progettato internamente dalla Brilliance.